# 港湾栖姬与北方酱
《港湾栖姬与北方酱》是日本漫画家柚木ガオ在Twitter上连载的漫画作品，属于艦隊Collection的同人作品。该漫画以艦隊Collection的反派角色港湾栖姬与北方栖姬为主要角色并描写她们的生活日常。

## 影响
中国大陆的网络上出现大量北方栖姬的改图。2015年高考时期，中国浙江温州二十一中门前有人高举着一块写着“考完吃大餐”的牌子为学弟学妹们打气，此事甚至登上温州日报。但是柚木ガオ已经在Twitter表示对这些改图是持否定态度，并对改图去掉他的签名的行为表示不满。